# Фрес сир Агу
Фрес сир Агу (фр. Fraisse-sur-Agout) је насеље и општина у јужној Француској у региону Лангдок-Русијон, у департману Еро која припада префектури Безје.
По подацима из 2011. године у општини је живело 348 становника, а густина насељености је износила 5,95 становника/km². Општина се простире на површини од 58,46 km². Налази се на средњој надморској висини од 700 метара (максималној 1.111 m, а минималној 435 m).

## Демографија
| 1962. | 1968. | 1975. | 1982. | 1990. | 1999. | 2011. |
| ----- | ----- | ----- | ----- | ----- | ----- | ----- |
| 232   | 294   | 270   | 266   | 249   | 322   | 348   |

График промене броја становника у току последњих година